# Emil Solleder
Emil Solleder (* 23. August 1899 in München; † 27. Juli 1931 an der Meije) war ein deutscher Extremkletterer und Bergführer.

## Leben
Emil Solleder wurde am 23. August 1899 in München geboren. Er wuchs in einfachen Verhältnissen auf und absolvierte eine Lehre als Maschinenbauer. Im Ersten Weltkrieg wurde Emil Solleder zum Militär eingezogen. Nach dem Kriegsende arbeitete er zunächst als Schlosser. Als Zweiundzwanzigjähriger wollte er seinen Traumberuf Bergführer ergreifen und arbeitete fortan als Helfer auf Schutzhütten sowie als Bewirtschafter einer Brennhütte in den Kitzbüheler Bergen. 1925 erhielt er die Autorisierung zum Bergführer. 
Innerhalb weniger Jahre wurde er einer der bekanntesten und begehrtesten Führer der Ostalpen. Zusammen mit seinem Freund Gustel Lettenbauer bezwang er am 7. August 1925 die Nordwestwand des Monte Civetta.
Emil Solleder war außerdem ein erfolgreicher Skilangläufer. 1926 gewann er den Bayerischen 35-Kilometer-Langlauf und auch bei dem 50-Kilometer-Lauf am Holmenkollen erreichte er beachtliche Leistungen. Bei den FIS-Rennen von 1927, die später als 4. Nordische Skiweltmeisterschaften anerkannt wurden, erreichte er in Cortina d’Ampezzo am 5. Februar den beachtlichen 13. Rang im Skilanglauf über 18 km. Da er auch als Skilehrer autorisiert war, wirkte er auch als Trainer des auf Ski siegreichen Kemptener Jägerbataillons.
Am 27. Juli 1931 verunglückte Emil Solleder tödlich, als bei einer Überschreitung der Meije ein Abseilblock ausbrach und er 600 Meter über die Südwand abstürzte. Er wurde in St. Jakob am Arlberg beigesetzt.

## Bergsteiger
Emil Solleder ist vor allem wegen folgenden Erstbegehungen berühmt:
- 1920: die Fahrradlkante im Oberreintal zusammen mit Georg Hausmann (V-)[1]
- 1. August 1925: Furchetta-Nordwand zusammen mit Fritz Wiessner (VI−)
- 7. August 1925: Civetta-Nordwestwand zusammen mit Gustav Lettenbauer (VI). Die Erschließung der ersten Führe im 6. Schwierigkeitsgrad in den Dolomiten in der über 1000 Meter hohen Nordwestwand der Civetta war ein Meilenstein im Alpinismus.
- 6. September 1926: Sass-Maor-Ostwand zusammen mit Franz Kummer (VI)